# Петрошика (Јаши)
Петрошика (рум. Petroșica) насеље је у Румунији у округу Јаши у општини Коарнеле Капреј. Oпштина се налази на надморској висини од 139 m.

## Становништво
Према подацима из 2002. године у насељу је живело 134 становника, од којих су сви румунске националности.